# Johann Martin Morat
Johann Martin Morat (* 3. November 1805 in Stühlingen; † 1. Mai 1867 in Stühlingen) war ein deutscher Kunstmaler und Lithograf.

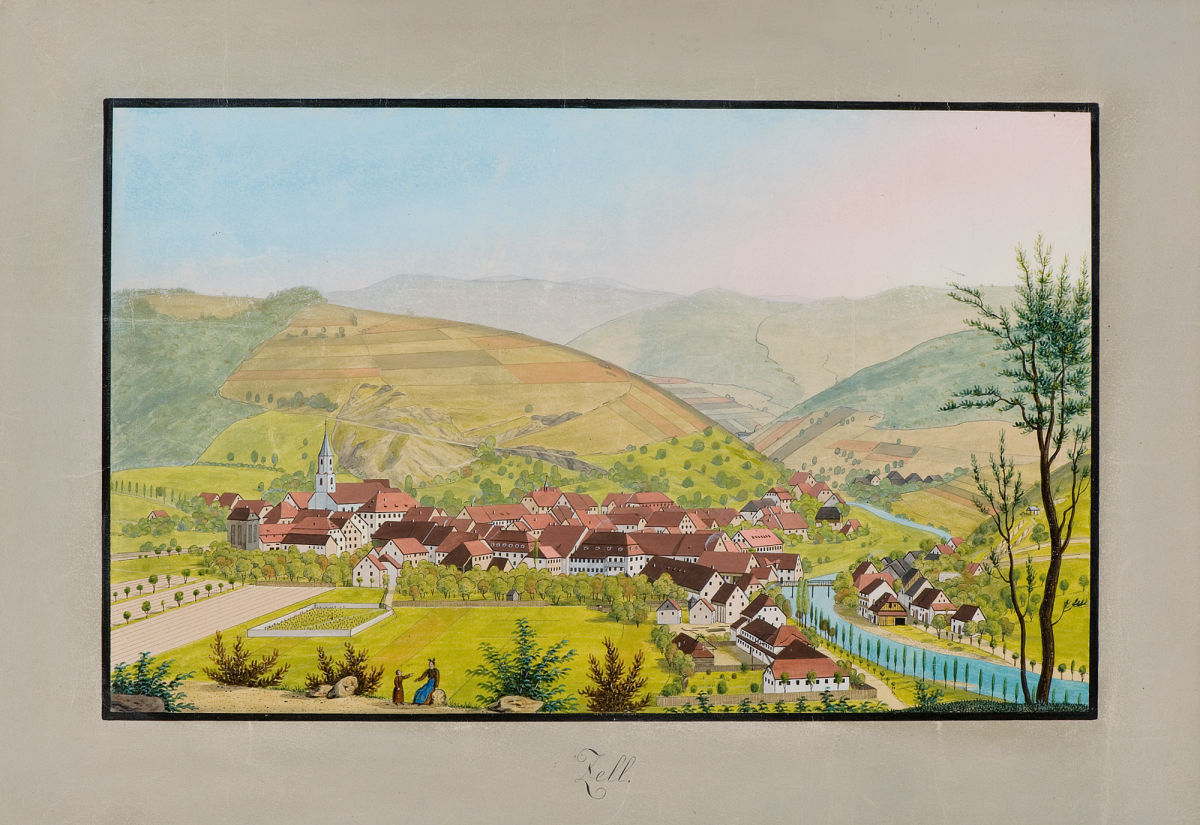
Johann Martin Morat: Zell im Wiesental

## Familie und Person
Johann Martin Morat stammt aus einer Künstlerfamilie, die über mehrere Generationen in Stühlingen ansässig war. Von seinem Großvater Johann Baptist Morath (1732–1779), der als Kirchenmaler gearbeitet hat, ist wenig bekannt, auch von seinem Vater Joseph Anton Morath (1761–1831), der ebenfalls als Kirchenmaler tätig und auch als »Kunst- und Faßmaler« in Erscheinung trat, ist nur wenig überliefert. Auch Porträts von seiner Hand sind bekannt, ebenso einige Ortsansichten und Landschaften, die dem Sohn offensichtlich als Grundlage eigener Fassungen dienten.
Fakten zu dem Vedutenmaler Morat sind ebenfalls dünn. Wir wissen gerade einmal, dass er 1805 als fünftes von sechs Kindern des Joseph Anton Morath und der Margarete Trettner zur Welt kam und in Anlehnung an seinen Vater die Künstlerlaufbahn einschlug. Obwohl er wie auch sein Vater gelegentlich Porträts anfertigte, lag seine eigentliche Begabung in den Ortsdarstellungen, auf die er sich spezialisierte. Um die vielen und teilweise weit entfernten Orte aufzusuchen, muss er lange Reisen mit der Postkutsche unternommen haben, da die Erschließung durch die Eisenbahn südlich von Freiburg erst ab 1847 und auch nur streckenweise erfolgte. Offenbar war Morat aber als Maler erfolgreich und hatte sein Einkommen, wie seine erste, 1838 geschlossene Ehe mit Apollonia Stadler (1807–1850), der Tochter des Stühlinger Kronenwirts, vermuten lässt. Die Tochter Creszentia Morat (1839–1904) kam bald nach der Eheschließung zur Welt; seine Frau hatte zudem ihren unehelichen Sohn Zeno Stadler (1832–1908) mit in die Ehe gebracht, der wohl in der Werkstatt seines Stiefvaters mitgearbeitet hat. In seinen wenigen bekannten eigenständigen Werken erreicht Stadler aber bei Weitem nicht die Qualität seines Lehrmeisters. Nach dem Tod Apollonias heiratete Morat noch im selben Jahr 1850 die zehn Jahre jüngere Katharina Hug (1816–1884) aus Schwerzen. Morat hat zeit seines Lebens künstlerisch gearbeitet und noch in den 1860er Jahren, mittlerweile in Konkurrenz zur aufkommenden Fotografie, neue Ansichten in Angriff genommen. Von einer Reise nach Zell im Wiesental, die wohl wieder der Aktualisierung alter Ansichten diente, kehrte er krank zurück und verstarb dann 1867.
Im Gegensatz zu seinem Großvater und Vater signierte Morat seine Werke fast durchgängig als Morat ohne "th".

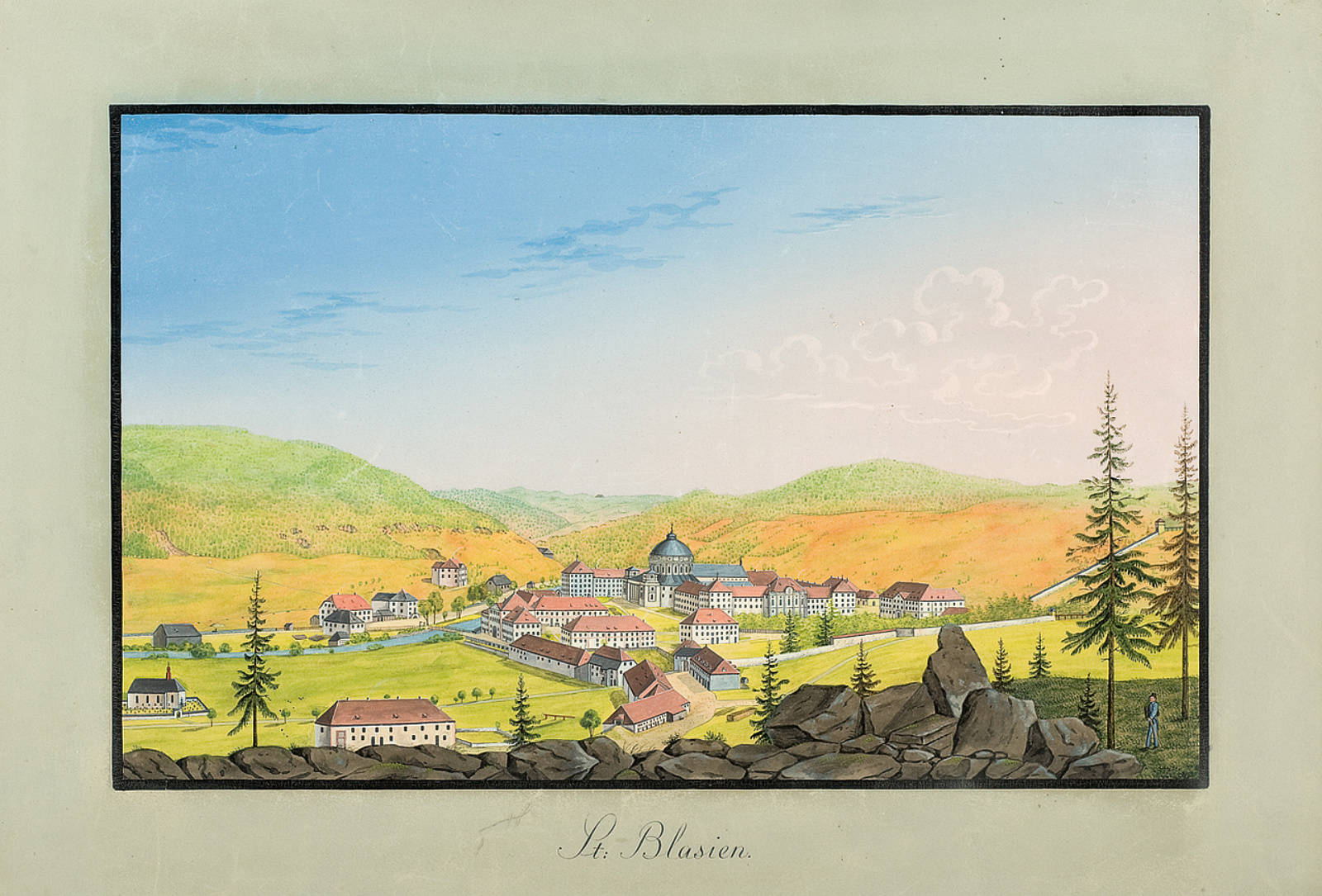
Johann Martin Morat: Sankt Blasien

## Ausstellungen
Anlässlich der silbernen Hochzeit des Großherzogs Friedrich II. fand im Jahre 1910 eine Ausstellung seiner Bilder in Karlsruhe statt. 1918 waren seine Bilder in der Kunsthalle Mannheim in der Ausstellung Das Badische Land im Bild zu sehen. Die von dem Heimatkundler Gustav Häusler angestoßene Einzelausstellung zu Morat fand 1939 in seinem Geburtsort Stühlingen statt. Im Rahmen der Ausstellung Unsere Landschaft. Oberrhein, Schwarzwald, Bodensee des Freiburger Augustinermuseums wurden Werke Morats, »eine ganze Serie reizvoller Landschafts-Porträts der Biedermeierzeit«, im Januar und Februar 1940 in den Räumen des Kunstvereins gezeigt. 1980 richtete der frühere Direktor des Augustinermuseums Hermann Gombert zur Eröffnung des Markgräfler Wein- und Heimatmuseums in Müllheim dort eine Präsentation von 26 Werken Morats ein. 2019 veranstaltete das Augustinermuseum eine Einzelausstellung seines Werkes im Haus der Graphischen Sammlung unter dem Titel Blauer Himmel über Baden. Ortsansichten des 19. Jahrhunderts von Johann Martin Morat.